# Premio Goya per il miglior regista
Il premio Goya per il miglior regista (premio Goya a la mejor dirección) è un premio cinematografico assegnato annualmente dall'Academia de las Artes y las Ciencias Cinematográficas de España a partire dal 1987 al miglior regista di un film di produzione spagnola uscito nelle sale cinematografiche nel corso dell'anno precedente.
Sei registi hanno vinto il premio per due volte: Fernando Trueba, Fernando León de Aranoa, Pedro Almodóvar, Alejandro Amenábar, Isabel Coixet e Juan Antonio Bayona. Pedro Almodóvar è anche il regista che ha  ricevuto il maggior numero di candidature (nove), seguito da Vicente Aranda (sei, con una vittoria) e Fernando Trueba (cinque).

## Albo d'oro
I vincitori sono indicati in grassetto, a seguire gli altri candidati.

### Anni 1987-1989
- 1987: Fernando Fernán Gómez - Il viaggio in nessun luogo (El viaje a ninguna parte)
  - Emilio Martínez Lázaro - Lulù di notte (Lulú de noche)
  - Pilar Miró - Werther
- 1988: José Luis Garci - Asignatura aprobada
  - Bigas Luna - L'angoscia (Angustia)
  - Vicente Aranda - El lute, o cammina o schiatta (El lute: camina o revienta)
- 1989: Gonzalo Suárez - Remando nel vento (Remando al viento)
  - Ricardo Franco - Berlín Blues
  - Francisco Regueiro - Diario d'inverno (Diario de invierno)
  - Antonio Mercero - Espérame en el cielo
  - Pedro Almodóvar - Donne sull'orlo di una crisi di nervi (Mujeres al borde de un ataque de nervios)

### Anni 1990-1999
- 1990: Fernando Trueba - La scimmia è impazzita (El sueño del mono loco)
  - Josefina Molina - Squillace (Esquilache)
  - Fernando Fernán Gómez - Il mare e il tempo (El mar y el tiempo)
  - Agustín Villaronga - Il bambino della luna (El niño de la luna)
  - Vicente Aranda - Se ti dico che sono caduto (Si te dicen que caí)
- 1991: Carlos Saura - ¡Ay, Carmela!
  - Montxo Armendáriz - Le lettere di Alou (Las cartas de Alou)
  - Pedro Almodóvar - Légami! (¡Átame!)
- 1992: Vicente Aranda - Amantes - Amanti (Amantes)
  - Pilar Miró - Beltenebros
  - Imanol Uribe - Il re stupito (El rey pasmado)
- 1993: Fernando Trueba - Belle Époque
  - Bigas Luna - Prosciutto, prosciutto (Jamón, jamón)
  - Pedro Olea - Il maestro di scherma (El maestro de esgrima)
- 1994: Luis García Berlanga - Tutti in carcere (Todos a la cárcel)
  - Vicente Aranda - Intruso
  - Juanma Bajo Ulloa - La madre morta (La madre muerta)
- 1995: Imanol Uribe - Días contados
  - José Luis Garci - Canción de cuna
  - Vicente Aranda - La passione turca (La pasión turca)
- 1996: Álex de la Iglesia - Il giorno della bestia
  - Manuel Gómez Pereira - Boca a boca
  - Pedro Almodóvar - Il fiore del mio segreto (La flor de mi secreto )
- 1997: Pilar Miró - Il cane dell'ortolano (El perro del hortelano)
  - Imanol Uribe - Bwana
  - Julio Medem - Tierra
- 1998: Ricardo Franco - La buona stella (La buena estrella)
  - Adolfo Aristarain - Martín (Hache)
  - Montxo Armendáriz - Segreti del cuore (Secretos del corazón)
- 1999: Fernando León de Aranoa - Barrio
  - Alejandro Amenábar - Apri gli occhi (Abre los ojos)
  - José Luis Garci - El abuelo
  - Fernando Trueba - La niña dei tuoi sogni (La niña de tus ojos)

### Anni 2000-2009
- 2000: Pedro Almodóvar - Tutto su mia madre (Todo sobre mi madre)
  - Gracia Querejeta - Cuando vuelvas a mi lado
  - José Luis Cuerda - La lingua delle farfalle (La lengua de las mariposas)
  - Benito Zambrano - Solas
- 2001: José Luis Borau - Leo
  - Jaime Chávarri - Besos para todos
  - Álex de la Iglesia - La comunidad
  - José Luis Garci - You'Re the One - Una Historia de Entonces (Una historia de entonces)
- 2002: Alejandro Amenábar - The Others
  - Vicente Aranda - Giovanna la pazza (Juana la loca)
  - Julio Medem - Lucía y el sexo
  - Agustín Díaz Yanes - Nessuna notizia da Dio (Sin noticias de Dios)
- 2003: Fernando León de Aranoa - I lunedì al sole (Los lunes al sol)
  - Emilio Martínez Lázaro - L'altro lato del letto (El otro lado de la cama)
  - Antonio Hernández - En la ciudad sin límites
  - Pedro Almodóvar - Parla con lei (Hable con ella)
- 2004: Icíar Bollaín - Ti do i miei occhi (Te doy mis ojos)
  - Cesc Gay - En la ciudad
  - Isabel Coixet - La mia vita senza me (Mi vida sin mí)
  - David Trueba - Soldados de Salamina
- 2005: Alejandro Amenábar - Mare dentro (Mar adentro)
  - Pedro Almodóvar - La mala educación
  - Adolfo Aristarain - Roma
  - Carlos Saura - El séptimo día
- 2006: Isabel Coixet - La vita segreta delle parole (La vida secreta de las palabras)
  - Alberto Rodríguez - 7 vírgenes
  - Benito Zambrano - Habana Blues
  - Montxo Armendáriz - Obaba
- 2007: Pedro Almodóvar - Volver
  - Agustín Díaz Yanes - Il destino di un guerriero (Alatriste)
  - Guillermo del Toro - Il labirinto del fauno (El laberinto del fauno)
  - Manuel Huerga - Salvador 26 anni contro (Salvador Puig Antich)
- 2008: Jaime Rosales - La soledad
  - Icíar Bollaín - Mataharis
  - Emilio Martínez Lázaro - Le 13 rose (Las 13 rosas)
  - Gracia Querejeta - Siete mesas de billar francés
- 2009: Javier Fesser - Camino
  - Álex de la Iglesia - Oxford Murders - Teorema di un delitto (Los crímenes de Oxford)
  - José Luis Cuerda - Los girasoles ciegos
  - Agustín Díaz Yanes - Sólo quiero caminar

### Anni 2010-2019
- 2010: Daniel Monzón - Cella 211 (Celda 211) 
  - Alejandro Amenábar - Agora
  - Fernando Trueba  - El baile de la Victoria
  - Juan José Campanella - Il segreto dei suoi occhi (El secreto de sus ojos)
- 2011: Agustí Villaronga - Pa negre
  - Icíar Bollaín - También la lluvia
  - Rodrigo Cortés - Buried - Sepolto (Buried)
  - Álex de la Iglesia - Ballata dell'odio e dell'amore (Balada triste de trompeta)
- 2012: Enrique Urbizu - No habrá paz para los malvados
  - Mateo Gil - Blackthorn - Sin destino
  - Pedro Almodóvar - La pelle che abito (La piel que habito)
  - Benito Zambrano - La voz dormida
- 2013: Juan Antonio Bayona - The Impossible (Lo imposible)
  - Pablo Berger - Blancanieves
  - Fernando Trueba - El artista y la modelo
  - Alberto Rodríguez Librero - Grupo 7
- 2014: David Trueba - La vita è facile ad occhi chiusi (Vivir es fácil con los ojos cerrados)
  - Gracia Querejeta - 15 años y un día
  - Manuel Martín Cuenca - Caníbal
  - Daniel Sánchez Arévalo - La gran familia española
- 2015:  Alberto Rodríguez Librero - La isla mínima
  - Daniel Monzón - El Niño 
  - Carlos Vermut - Magical Girl
  - Damián Szifrón - Storie pazzesche (Relatos salvajes)
- 2016: Cesc Gay - Truman - Un vero amico è per sempre (Truman)
  - Isabel Coixet - Nadie quiere la noche 
  - Paula Ortiz - La novia
  - Fernando León de Aranoa - Perfect Day (Un día perfecto)
- 2017: Juan Antonio Bayona - Sette minuti dopo la mezzanotte (A Monster Calls)
  - Pedro Almodóvar - Julieta
  - Alberto Rodríguez - L'uomo dai mille volti (El hombre de las mil caras)
  - Rodrigo Sorogoyen - Che Dio ci perdoni (Que Dios nos perdone)
- 2018: Isabel Coixet - La casa dei libri (La librería)
  - Manuel Martín Cuenca - Il movente (El autor)
  - Aitor Arregi e Jon Garaño - Handia
  - Paco Plaza - Verónica

- 2019: Rodrigo Sorogoyen - Il regno (El reino)
  - Javier Fesser - Non ci resta che vincere (Campeones)
  - Isaki Lacuesta - Entre dos aguas
  - Asghar Farhadi - Tutti lo sanno (Todos lo saben)

### Anni 2020-2029
- 2020: Pedro Almodóvar - Dolor y gloria
  - Aitor Arregi, Jon Garaño e Jose Mari Goenaga - La trinchera infinita
  - Óliver Laxe - O que arde
  - Alejandro Amenábar - Mientras dure la guerra

- 2021: Salvador Calvo - Adú
  - Icíar Bollaín - Il matrimonio di Rosa (La boda de Rosa)
  - Juanma Bajo Ulloa - Baby
  - Isabel Coixet - Nieva en Benidorm

- 2022: Fernando León de Aranoa - Il capo perfetto (El buen patrón)
  - Manuel Martín Cuenca - La hija
  - Pedro Almodóvar - Madres paralelas
  - Iciar Bollain - Una donna chiamata Maixabel (Maixabel)

- 2023: Rodrigo Sorogoyen - As bestas
  - Carla Simón - Alcarràs - L'ultimo raccolto
  - Pilar Palomero - La Maternal
  - Carlos Vermut - Mantícora
  - Alberto Rodríguez Librero - Modelo 77

- 2024: Juan Antonio Bayona - La società della neve (La sociedad de la nieve)
  - Víctor Erice - Cerrar los ojos
  - Isabel Coixet - Un amor
  - David Trueba - Saben aquell
  - Elena Martín - Creatura